# Vengeance Falls
Vengeance Falls je šesté studiové album americké heavy metalové skupiny Trivium. Album vyšlo 10. října 2013, a to pod značkou Roadrunner Records. Producentem alba je David Draiman, zpěvák skupiny Disturbed. Jedná se o druhé a také poslední album, na němž se podílel bubeník Nick Augusto, který skupinu opustil v květnu 2014.

## Seznam skladeb
Autorem hudby a textů jsou členové skupiny Trivium.
| Pořadí         | Název                           | Délka |
| -------------- | ------------------------------- | ----- |
| 1.             | Brave This Storm                | 4:29  |
| 2.             | Vengeance Falls                 | 4:13  |
| 3.             | Strife                          | 4:29  |
| 4.             | No Way to Heal                  | 4:05  |
| 5.             | To Believe                      | 4:32  |
| 6.             | At the End of This War          | 4:47  |
| 7.             | Through Blood and Dirt and Bone | 4:26  |
| 8.             | Villainy Thries                 | 4:54  |
| 9.             | Incineration: The Broken World  | 5:52  |
| 10.            | Wake [The End Is Nigh]          | 5:57  |
| Celková délka: | Celková délka:                  | 47:44 |

Speciální edice (bonusové skladby)
| Pořadí         | Název                                                   | Délka |
| -------------- | ------------------------------------------------------- | ----- |
| 11.            | No Hope for the Human Race                              | 3:59  |
| 12.            | As I Am Exploding                                       | 5:49  |
| 13.            | Skulls… We Are 138 (coververze skladby skupiny Misfits) | 3:31  |
| Celková délka: | Celková délka:                                          | 61:03 |

Japonská edice (bonusové skladby)
| Pořadí         | Název                                                  | Délka |
| -------------- | ------------------------------------------------------ | ----- |
| 14.            | Losing My Religion (coververze skladby skupiny R.E.M.) | 4:40  |
| Celková délka: | Celková délka:                                         | 65:43 |

## Osazenstvo
Trivium
- Matt Heafy – vokály (zpěv, screaming), rytmická kytara
- Corey Beaulieu – sólová kytara, vokály v pozadí
- Paolo Gregoletto – baskytara, vokály v pozadí
- Nick Augusto – bicí a perkuse

Produkce 
- David Draiman – producent
- Ted Jensen – mastering
- Andy Sharp – engineering
- Jeremy Parker – engineering
- Carl Bown – mixování
- Colin Richardson – mixování
- David Rath – A&R
- Brent White – grafický návrh obalu alba (artwork)
- Ashley Heafy – layout
- Travis Shinn – fotografie skupiny

## Žebříčky
| Žebříček                                 | Pozice (nejvyšší) |
| ---------------------------------------- | ----------------- |
| Americký Billboard 200                   | 15.               |
| Americký Hard Rock Albums (Billboard)    | 2.                |
| Americký Top Rock Albums (Billboard)     | 6.                |
| Americký Tastemakers (Billboard)         | 14.               |
| Australská alba (ARIA)                   | 8.                |
| Belgická alba (Ultratop Flandry)         | 57.               |
| Belgická alba (Ultratop Valonsko)        | 58.               |
| Britský Official Top 100 (OCC)           | 23.               |
| Britský Top 40 Rock & Metal Albums (OCC) | 2.                |
| Finská alba (Suomen virallinen lista)    | 11.               |
| Francouzská alba (SNEP)                  | 78.               |
| Irská alba (IRMA)                        | 39.               |
| Japonská alba (Oricon)                   | 18.               |
| Kanadská alba (Billboard)                | 12.               |
| Maďarská alba (MAHASZ)                   | 40.               |
| Německá alba (Offizielle Top 100)        | 10.               |
| Novozélandská alba (RMNZ)                | 25.               |
| Rakouská alba (Ö3 Austria)               | 10.               |
| Skotská alba (OCC)                       | 15.               |
| Švýcarská alba (Schweizer Hitparade)     | 27.               |